# Ludvig Munthe (Maler)

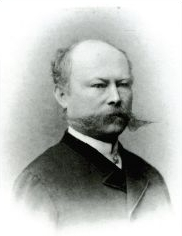
Ludvig Munthe

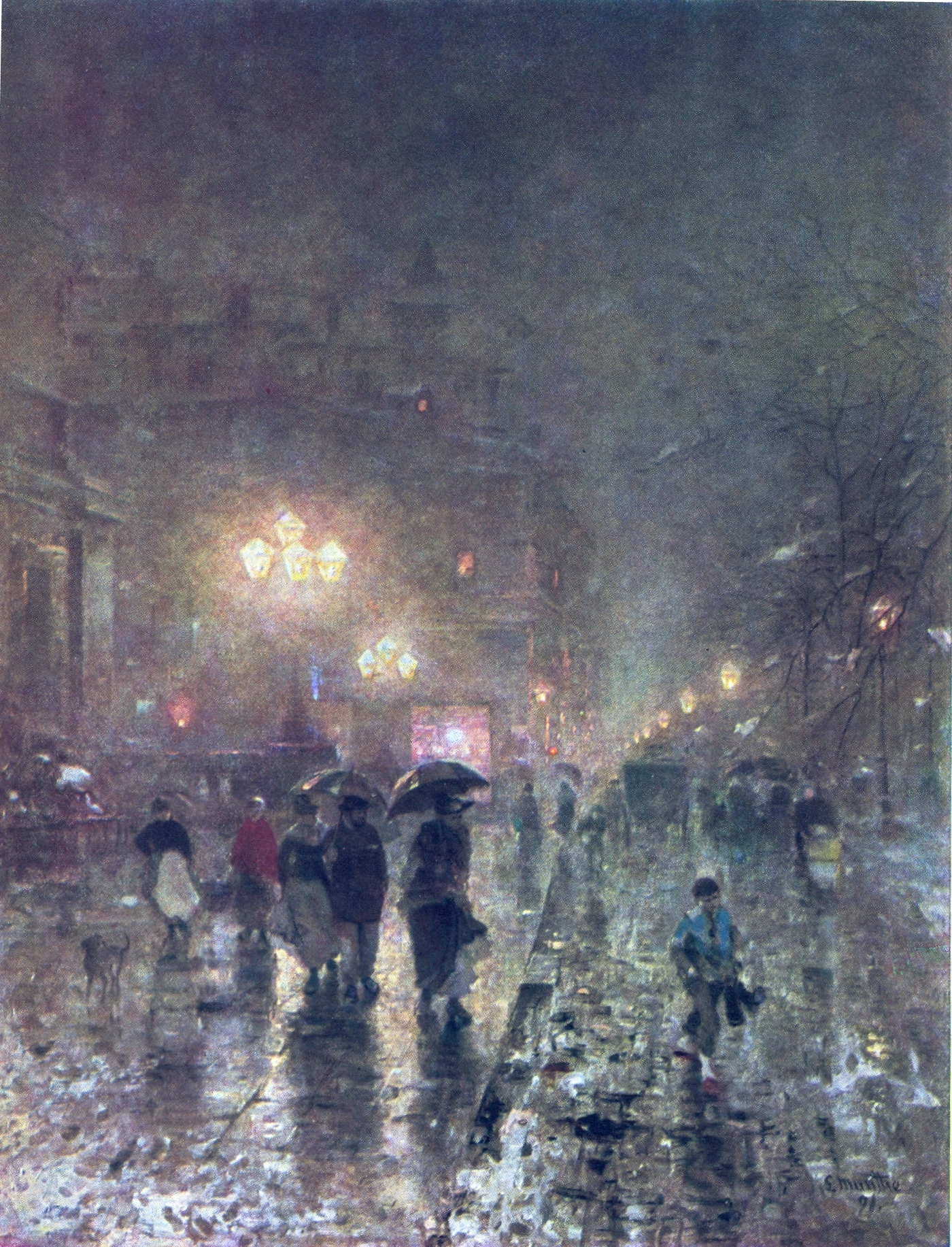
Düsseldorfer Stadttheater und Alleestraße

Ludvig Munthe (* 11. März 1841 in Årøy bei Sogndal, Norwegen; † 30. März 1896 in Düsseldorf, Rheinprovinz) war ein norwegischer Landschaftsmaler der Düsseldorfer Schule.

## Leben
Munthe war das dritte von acht Kindern des Bauern Gerhard Munthe (1791–1878) und der Sigrid (geborene Urnæs, 1811–1904). Er war zunächst Schüler von Franz Wilhelm Schiertz, ging dann aber als 20-Jähriger zur weiteren Ausbildung nach Düsseldorf, wo er Privatschüler von Sophus Jacobsen und Albert Flamm war. Von 1863 bis zu seinem Tod 1896 war Munthe Mitglied des Düsseldorfer Künstlervereins „Malkasten“.
Zu seiner Zeit war er neben Johan Christian Clausen Dahl und Hans Gude der bekannteste norwegische Kunstmaler im Ausland. Seine Hauptmotive waren melancholisch-stimmungsvolle Herbst- und Winterlandschaften sowie Strandszenen mit Fischer-Staffage.
Munthe war gleichzeitig Mitglied der Akademie der Künste in Stockholm und Kopenhagen.
Am 1. Juni 1872 heiratete Munthe in Düsseldorf die Holländerin Lene Wilhelmina Vlierboom (* 6. März 1853 in Rotterdam, Niederlande; † 20. Februar 1901 in Den Haag), die Tochter des Reeders Ary Vlierboom und der Eva Schalkwyck. Das Ehepaar hatte vier Kinder, unter ihnen den späteren Marinemaler Gerhard Morgenstjerne Munthe (1875–1927) sowie den Porträt- und Genremaler Christopher Munthe (1879–1958).

## Orden und Ehrenzeichen
- Norwegischer St. Olav-Orden (1881)
- Österreichisch-kaiserlicher Leopold-Orden (1876)
- Orden der Französischen Ehrenlegion (1878)